# 新海竹太郎

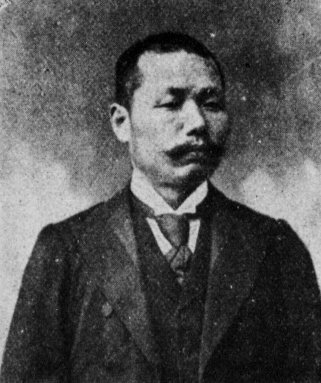
新海竹太郎

新海 竹太郎（しんかい たけたろう、慶応4年2月10日（1868年3月3日） - 昭和2年（1927年）3月12日）は、現在の山形県山形市生まれの彫刻家。息子に画家の新海覚雄がいる。

## 概要

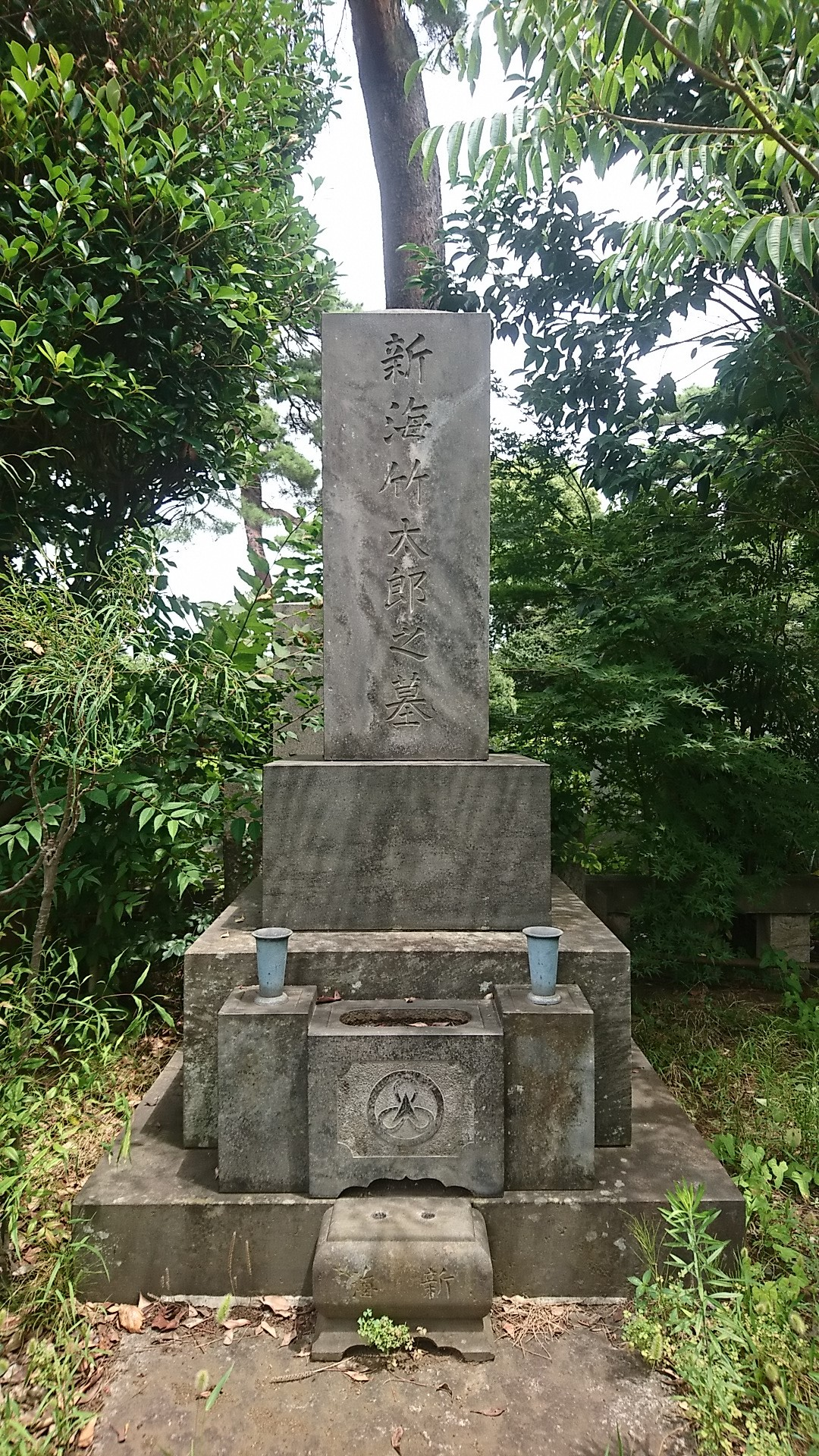
多磨霊園にある新海竹太郎の墓

仏師の長男に生まれる。初めは軍人を志し、1888年近衛騎兵大隊に入営。士官候補生試験に失敗し失意の日々を送っていたが、手遊びで作った馬の木彫が隊内で評判を呼び、上官だった北白川宮能久の薦めもあり、彫刻家志望に転じた。1891年の除隊後、後藤貞行に師事。後藤は当時、高村光雲のもとで楠木正成像の原型の制作に当たっており、その助手を務めた。また浅井忠にデッサン、小倉惣次郎に塑造を学んだ。1896年に軍より北白川宮能久親王騎馬銅像の制作依頼を受け、1899年に原型を完成させた（翌年鋳造、1902年に設置）。
パリ万国博覧会を機に1900年に渡欧、パリを経てベルリンに移りベルリン美術学校彫刻部主任教授エルンスト・ヘルテル（de:Ernst Herter）に師事、当時のドイツのアカデミックな彫刻技法を身につけた。1902年に帰国。同年中村不折らによって創設された太平洋画会の会員となり、以後同会の中心的な存在として活躍する。また1904年に太平洋画会研究所が創設されると彫刻部の主任となり、朝倉文夫・中原悌二郎・堀進二など多くの後進を育てた。甥の新海竹蔵も竹太郎に師事し彫刻家として活躍している。
竹太郎は騎兵科の出身である経験から馬の像を得意とし、前述の北白川宮能久親王騎馬像のほか大山巌元帥、南部利祥中尉などの著名な軍人の騎馬像を手がけている。アカデミックで質実な作風で知られるがアール・ヌーボーの要素を取り入れたり、日本的・東洋的な題材を扱った異色作も数多く残している。その作風は、東洋的テーマと北欧ロマン主義様式の融合を求めた新古典的作風の典型と賞される。1907年の第1回文展以来審査員を務め1917年6月11日に帝室技芸員、1919年に帝国美術院会員となった。
1927年、心臓病のため死去。

## 主な作品
- 小松宮彰仁親王像（木彫）（1893年、靖国神社遊就館所蔵）
- 北白川宮能久親王騎馬像（1903年、近衛師団連隊前、現在は北の丸公園国立近代美術館工芸館前）
- ゆあみ（1907年の第1回文部省展覧会に出品）
- 露営（同上）
- 南部利祥中尉騎馬像（1908年、盛岡城址公園。台座のみ現存。胸像部の鋳型原型が桜山神社に、馬の頭部の鋳型が報恩寺に残されている）
- 大山巌元帥騎馬像（1918年、九段坂）
- 青山胤通像（1920年、東京大学病院第1研究棟前）
- 有栖川宮威仁親王像（1921年、海軍参考館前、現在は天鏡閣に設置）
- ジョサイア・コンドル像（1922年、東京大学工学部1号館前）
- 老馬
- 少女

など。

## ギャラリー

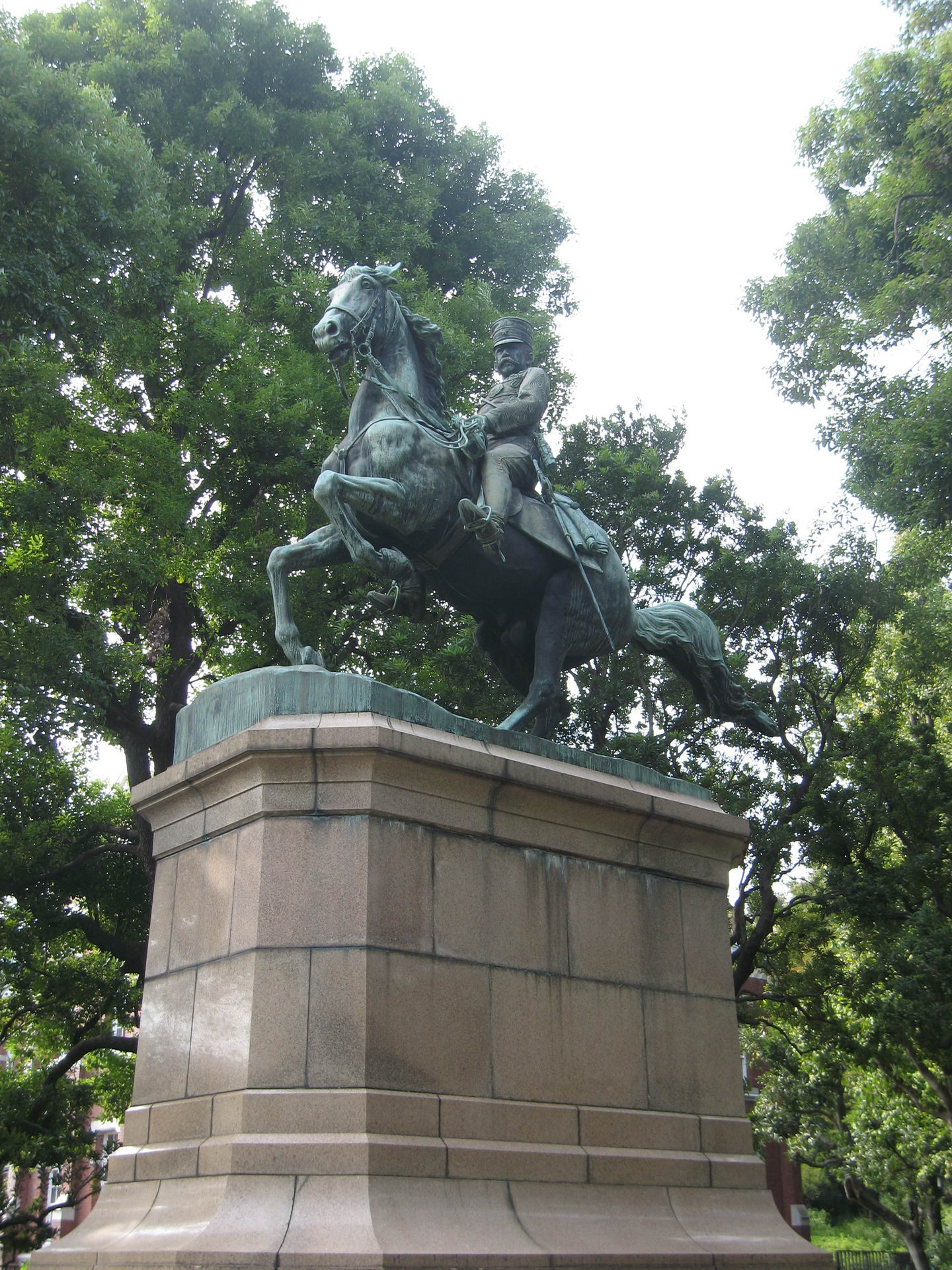
北白川宮像